# محمود شريح
ولد محمود شريح عام 1952 في برج البراجنة (بيروت). كانت عائلته قد هاجرت من بلدة ترشيحا (في الجليل الأعلى) عام 1948 بعد أن قامت العصابات الصهيونية بطردهم من بلدتهم. درس الابتدائية في برج البراجنة 1958-1964، والإعدادية في الغبيري (1964-1967) والثانوية في الانترناشونال كوليج في بيروت (1967-1971). حصل على ليسانس الآداب، ثم الماجستير فلسفة من الجامعة الأميركية في بيروت، عام 1985 عمل مساعداً للملحق الثقافي الأميركي في السفارة الأمريكية في بيروت (1981-1987)، ثم عمل مترجماً لدى الاونروا (الأمم المتحدة – فيينا) منذ تموز عام 1987.

## أعماله
- تصور هيجل للعلاقة بين شكل القصيدة ومضمونها والنقد الماركسي لها، بيروت، دار الجامعة للنشر، 1987.
- توفيق صايغ (سيرة شاعر ومنفى)، لندن، دار الريس، 1989.
- مختصر كتاب هيجل فينومنولوجيا الروح، القاهرة، دار الحضارة، 1997.